# Can Cladders
Can Cladders es un álbum de estudio del proyecto musical The High Llamas. Fue lanzado el 19 de febrero de 2007 por Drag City.

## Producción
The High Llamas estuvo tres años trabajando en el álbum.

## Lista de canciones
1. "The Old Spring Town" – 3:29
2. "Winter's Day" – 4:48
3. "Sailing Bells" – 3:03
4. "Boing Backwards" – 0:44
5. "Honeytrop" – 3:40
6. "Bacaroo" – 3:23
7. "Can Cladders" – 3:26
8. "Something About Paper" – 0:38
9. "Clarion Union Hall" – 4:32
10. "Cove Cutter" – 4:13
11. "Dorothy Ashby" – 3:03
12. "Rollin'" – 3:52
13. "Summer Seen" – 0:51